# Palazzo dello Sport
Der Palazzo dello Sport ist eine Mehrzweckhalle im Süden der italienischen Hauptstadt Rom. Sie wurde von 1958 bis 1960 zu den Olympischen Sommerspielen 1960 nach Plänen von Marcello Piacentini (Architekt) und Pier Luigi Nervi (Bauingenieur) erbaut. Sie war Austragungsort der Box- und Basketballwettbewerbe. Die Halle bietet maximal 11.200 Plätze, bei Basketballspielen stehen 10.500 Plätze zur Verfügung. Von 2003 bis 2018 trug sie den Namen PalaLottomatica, nach dem Lotterie-Unternehmen Lottomatica, das die Renovierung von 1999 bis 2003 finanzierte.

## Geschichte
Am 16. Juni 1955 setzte sich Rom gegen sechs Mitbewerber um die Olympischen Sommerspiele 1960 durch; ein Jahr später begann man mit dem Projekt. Für den bis 1960 errichteten, runden Kuppelbau im Stadtteil EUR sind der Architekt Marcello Piacentini und der Bauingenieur Pier Luigi Nervi verantwortlich. Die Kuppel hat einen Durchmesser von 100 Metern. Ein Restaurant mit 300 Plätzen sowie eine Dachterrasse mit Panoramablick und einer Fläche von 2700 m² sind ebenfalls vorhanden. Während der Olympischen Sommerspiele war die Halle Austragungsort der Basketball- und Box-Wettbewerbe. 
Von 1983 bis 2011 empfing der Basketballverein Virtus Roma (Lega Basket Serie A) im Palazzo dello Sport fast durchgängig seine Gegner zu den Heimspielen, nur unterbrochen durch die Zeit der Renovierung des Baus; seit 2011 finden hier nur noch die Play-offs und EuroLeague-Spiele des Vereines statt. Neben den Spielen von Virtus Roma diente die Arena u. a. als Spiel- und Finalort der Basketball-Europameisterschaft 1991. Sechs Jahre später machte das Final-Four-Turnier im Basketball-Europapokal der Landesmeister 1997 Station in der römischen Mehrzweckhalle. Das Final-Four-Turnier der Volleyball-Champions-League der Männer war im Jahr 2006 vor Ort. Während der NBA Europe Live Tour im Jahr 2006 spielte am 6. Oktober Virtus Roma gegen die Phoenix Suns und unterlagen mit 93:100 gegen die NBA-Mannschaft. Im Jahr darauf unterlagen am 6. Oktober 2007 die Toronto Raptors den Boston Celtics mit 85:89 in der Halle in Rom. Einen Tag später verlor Virtus Roma vor heimischem Publikum gegen die Toronto Raptors mit 87:93. Die Endspiele der Volleyball-Weltmeisterschaft der Männer 1978 und 2010 wurden ebenso in der Halle ausgetragen. 2014 ist der Palazzo dello Sport einer der Austragungsorte der Volleyball-Weltmeisterschaft der Frauen.
Wegen ihres Fassungsvermögens und der guten Akustik ist die Halle auch Veranstaltungsort für Konzerte. Im Jahr 1971 waren z. B. Pink Floyd zu Gast; des Weiteren traten Elton John (1973, 2003), Bob Dylan (1984), Tina Turner (1990), Bruce Springsteen (2005), Guns N’ Roses (2010), Prince (2010), James Blunt, Zucchero, Gianna Nannini, Tokio Hotel, A-ha, Eros Ramazzotti, Laura Pausini, Negramaro u. v. a. im PalaLottomatica auf. Zusätzlich wird sie auch für Messen, Tagungen, Theaterveranstaltungen und Ausstellungen genutzt.

## Galerie

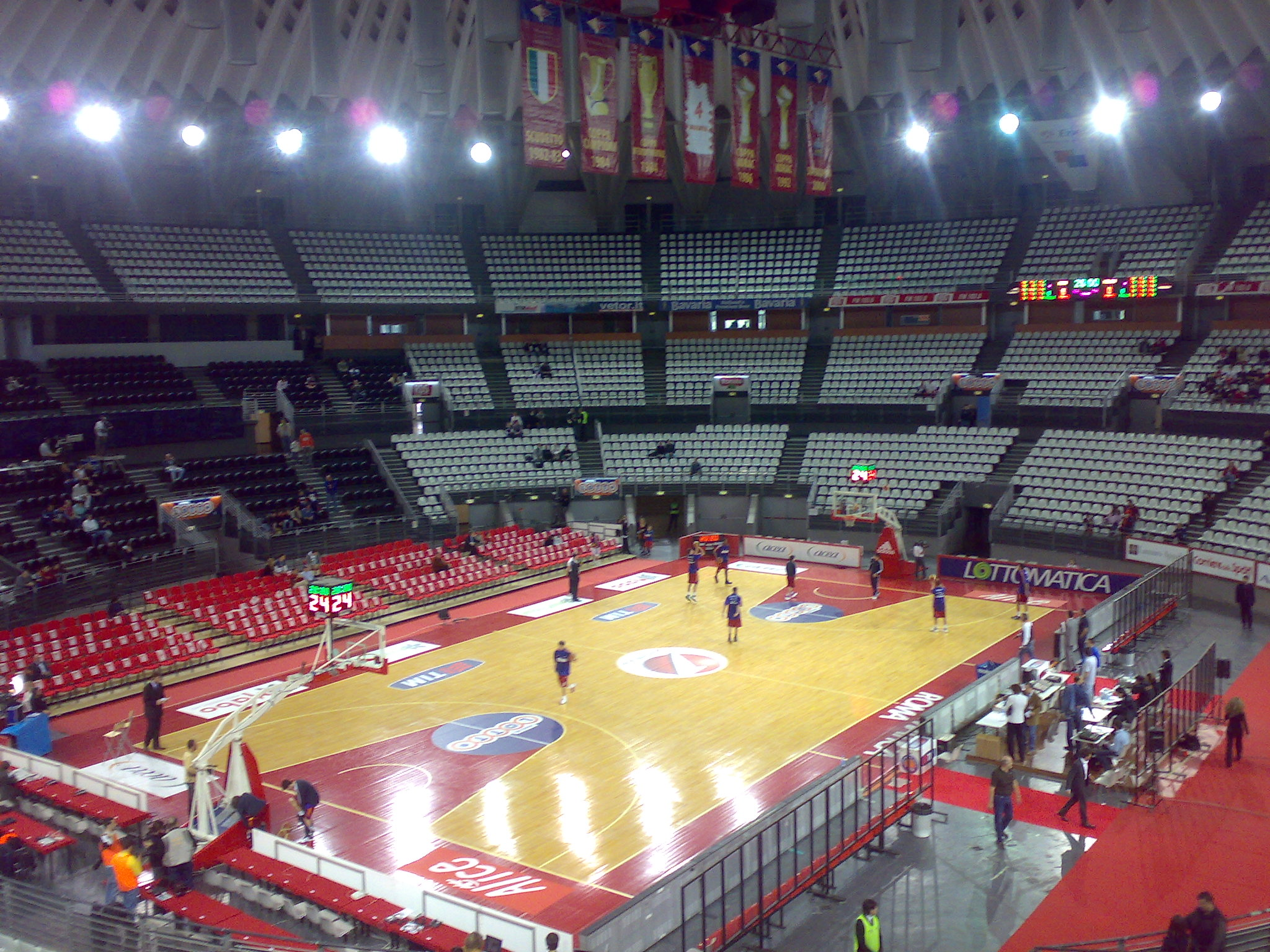
Vor dem Spiel Virtus Roma gegen Olimpia Milano (im April 2009)
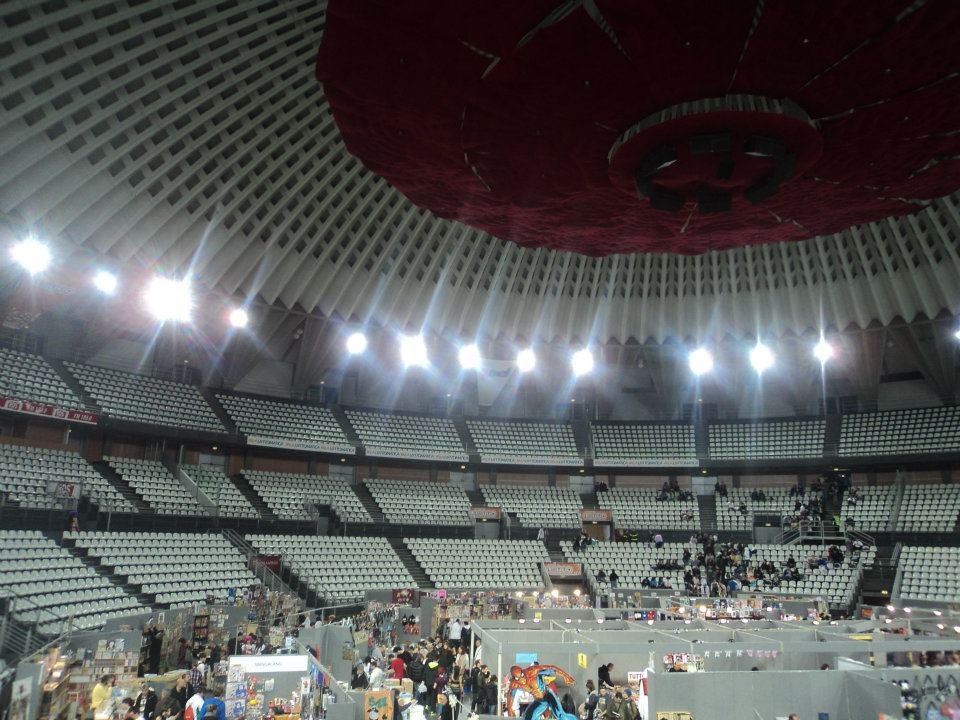
Innenraum mit Dachkonstruktion
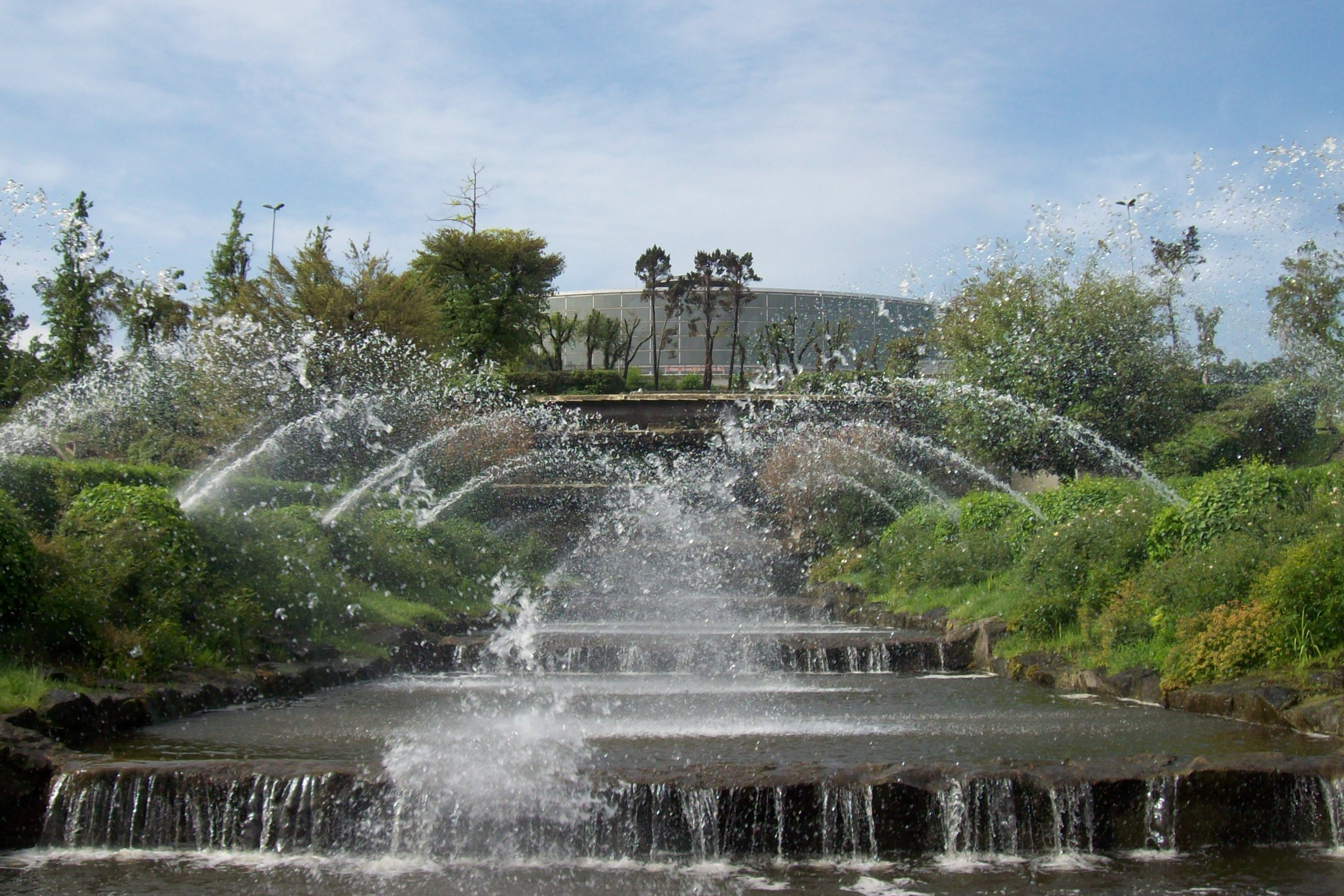
Außenanlagen